# Bastardilla
Bastardilla (Bogotá) é uma muralista e artista urbana colombiana, conhecida pelos seus murais e cujo trabalho foi o primeiro a ser registado pelo Museu de Arte Urbana de Amsterdão.

## Percurso
Bastardilla que significa "itálico" em espanhol, é o pseudónimo da artista urbana colombiana oriunda de Bogotá. Tal como Bansky, ela prefere o anonimato. Ela sabia desde pequena que queria ser pintora, mas levou muito tempo até encontrar sua forma de arte.
Pintou o seu primeiro mural quando trabalhava como decoradora, pintando casas. Para as pinturas nas ruas, em superfícies altas, utiliza pincéis presos em varas longas. Ela utiliza cores vibrantes e coloca purpurina em suas tintas para que as pinturas brilhem à noite.

Os seus murais coloridos podem ser encontrados nas ruas de vários países nomeadamente na Colômbia, Paraguai, Portugal, Espanha, Estados Unidos da América, Holanda, Bolívia, Reino Unido, entre outros. Através deles aborda temas feministas, pobreza, natureza, a violência contra as mulheres e os problemas da sociedade indígena, tendo uma constante em suas obras: o retrato de mulheres.
"Mesmo quando não estou pintando, estou pensando nas coisas que vou fazer."

## Reconhecimento
Ela encontra-se entre os artistas urbanos gravados para o documentário Défense d'afficher, realizado por Sidonie Garnier, François Le Gall e Jeanne Thibord sobre o movimento de Street Art internacional.
O seu trabalho foi o primeiro a ser registado pelo Street Art Museum Amsterdam (Museu de Arte Urbana de Amsterdão) que procura desta maneira preservar para a posterioridade o trabalho realizado por artistas urbanos.

## Galeria

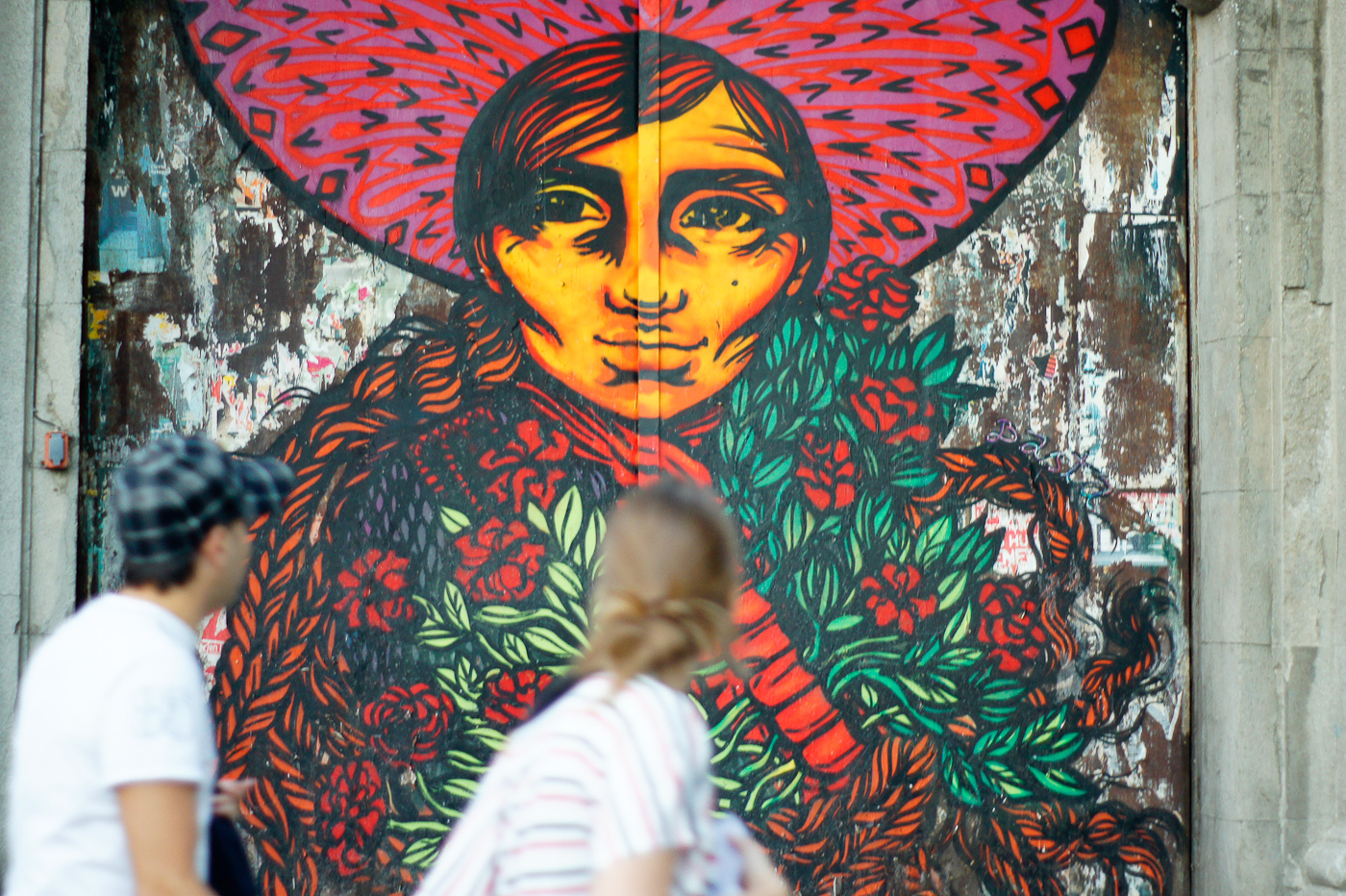
Mural na Fábrica de Tabacos, Glorieta de Embajadores, Madrid
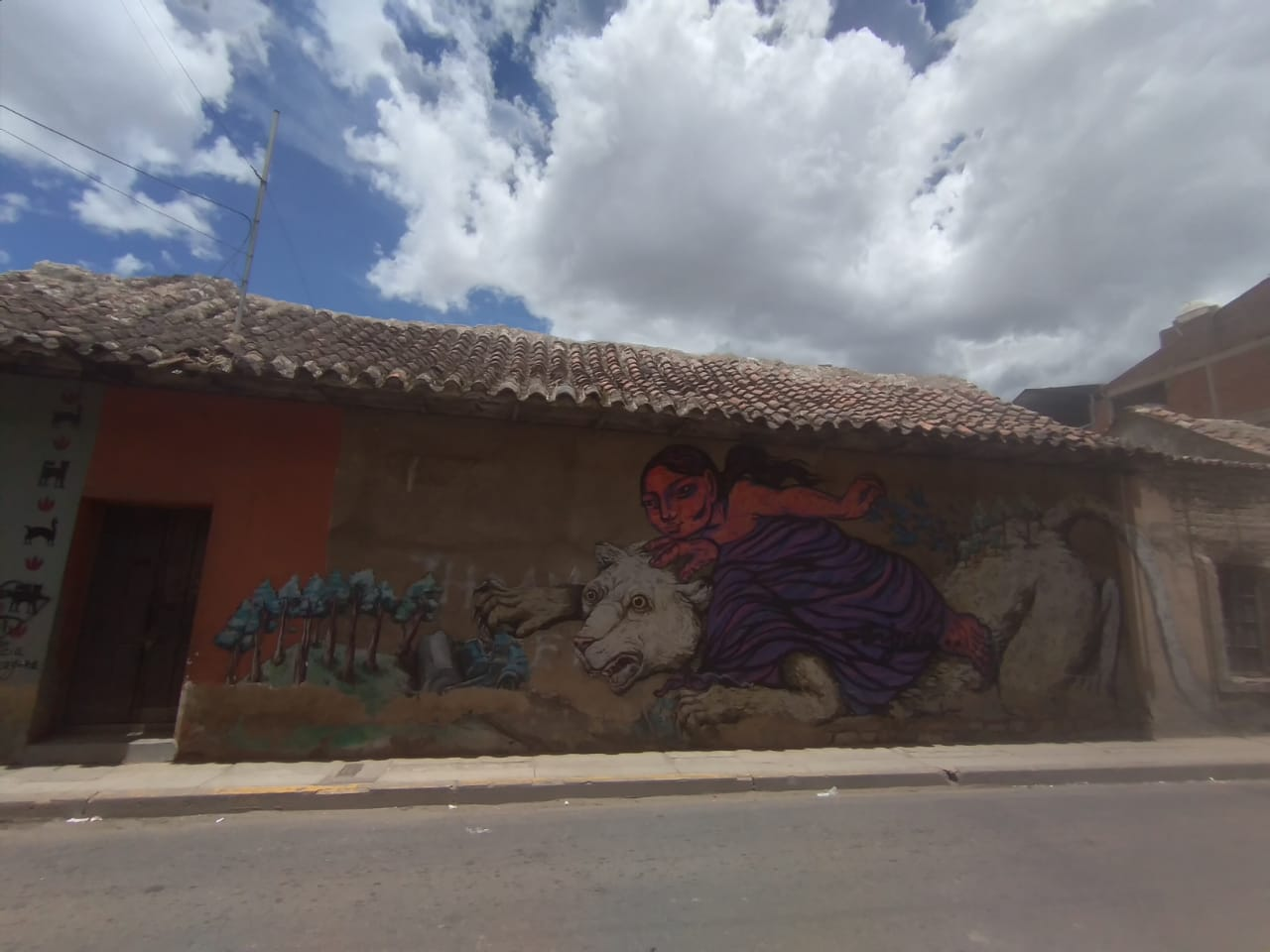
Mural alusivo ao conflito TIPNIS na Bolívia e à destruição da natureza.
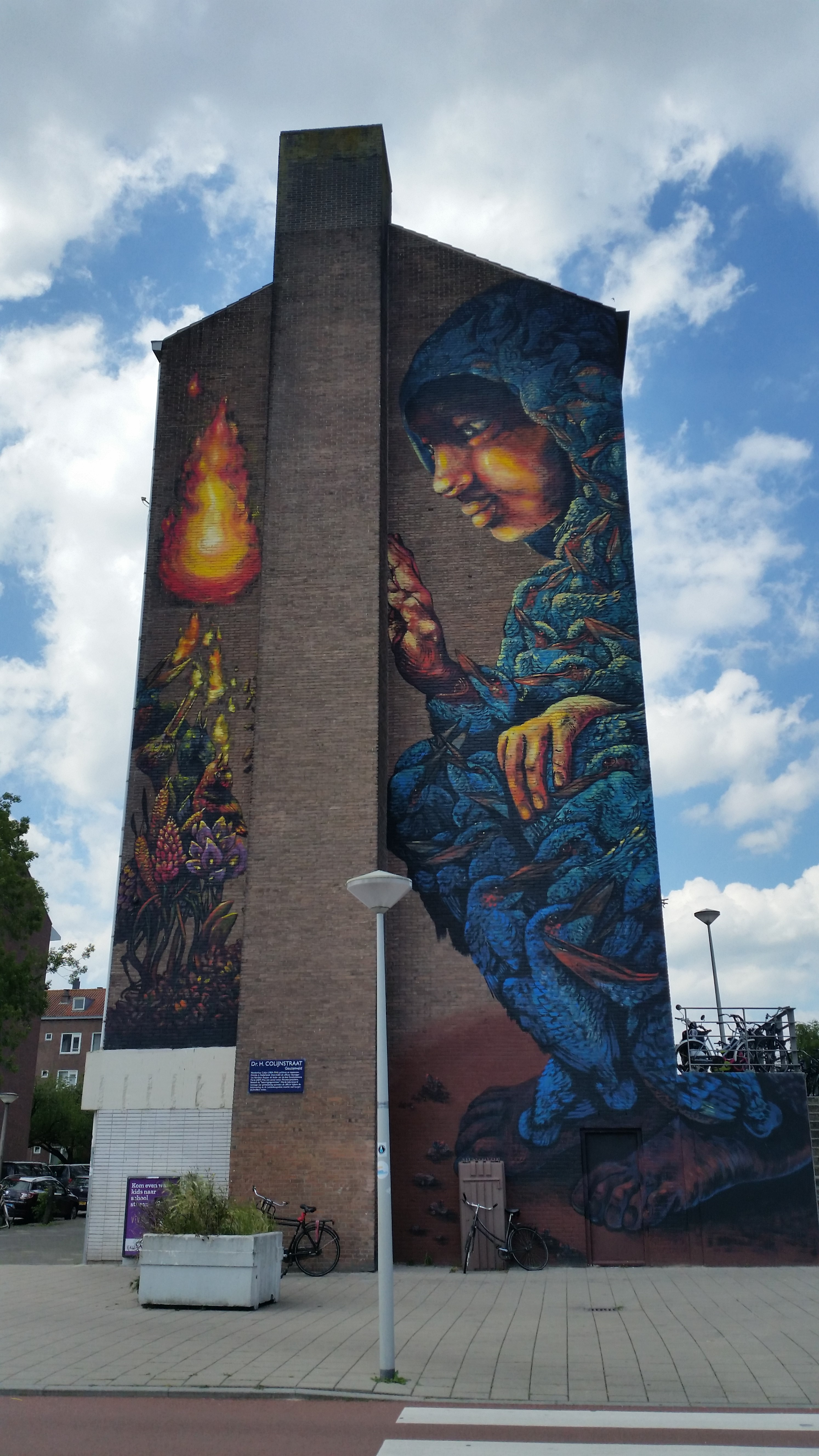
Mural Memories, pintado por Bastardilla no histórico bloco de apartamentos Eigen Hard em Amsterdão

## Ligações Externas
- Todas y Todos  "Bastardilla" (entrevista)

- Global Post: Bastardilla - Amazing Colombian Artist (entrevista)

- Street Art Museum Amsterdam - Memories by Bastardilla 2019

- Video realizado por Bastardilla durante a pintura de um mural em parceria com  Mazatl na Zapatista Autonomous Community of La Union em Chiapas

- Arts an dculture (Google) - Bogotá Street Art: murais Durmiendo e Memória são de sua autoria